# Cheap Sunglasses
Cheap Sunglasses è un singolo del gruppo musicale statunitense ZZ Top, pubblicato nel 1980 ed estratto dall'album Degüello.

## Formazione
- Billy Gibbons - voce, chitarra
- Dusty Hill - basso, tastiera
- Frank Beard - batteria

## Cover
- The Warren Brothers hanno inciso la cover del brano nell'album tributo Sharp Dressed Men: A Tribute to ZZ Top (2002).
- Wolfmother anche hanno inciso il brano per un altro album tributo dal titolo ZZ Top: A Tribute from Friends, uscito nel 2011.
- Il gruppo The Sword ha registrato la canzone per la versione deluxe dell'album Apocryphon (2012).